# HMS Wild Goose (U45)
«Вайлд Гус» (англ. HMS Wild Goose (U45) — військовий корабель, шлюп типу «Блек Свон» Королівського військово-морського флоту Великої Британії за часів Другої світової війни.
Шлюп «Вайлд Гус» був закладений 28 січня 1942 року на верфі компанії Yarrow Shipbuilders у Скотстоні. 14 жовтня 1942 року він був спущений на воду, а 11 березня 1943 року увійшов до складу Королівських ВМС Великої Британії.
Корабель взяв активну участь у бойових діях на морі в Другій світовій війні, бився у Північній Атлантиці, біля берегів Франції, Англії та Норвегії, супроводжував арктичні та атлантичні конвої і підтримував висадку військ в операції «Нептун». Один з найрезультативніших кораблів Королівського флоту Великої Британії у боротьбі з підводними човнами противника, за два роки бойових дій узяв участь у знищенні 10 німецьких субмарин (U-449, U-462, U-504, U-592, U-762, U-734, U-424, U-473, U-653 і U-327), які потопив або власноруч, або у взаємодії з британськими кораблями.
За проявлену мужність та стійкість у боях бойовий корабель заохочений п'ятьма бойовими відзнаками.

## Історія служби
22 травня 1943 року корабель вийшов у свій перший бойовий похід разом з шлюпами «Старлінг», «Врен», «Вудпеккер», «Сігнет» і «Кайт» для забезпечення протичовнової оборони атлантичного конвою ONS 8.
31 січня 1944 року шлюп потопив U-592 разом зі «Старлінг» і «Мегпай», а пізніше приєднався до «Вудпеккер» і «Кайт». Безпосередньо взяв участь у потопленні німецьких підводних човнів U-762 (8 лютого 1944), U-238 і U-734 (9 лютого 1944), U-424 (11 лютого 1944) і U-653 (15 березня 1944).
15 березня 1944 року «Вайлд Гус», діючи у взаємодії з шлюпом «Старлінг» та бомбардувальника «Свордфіша» з британського ескортного авіаносця «Віндекс», потопив західніше Ірландії німецький підводний човен U-653.
Наприкінці травня 1944 року корабель повернувся до Ліверпуля для додаткового ремонту, тут отримав призначення для участі в операції «Нептун», щоб запобігти нападам підводних човнів на конвої вторгнення в день «Д». 1 липня 1944 року шлюп «Вайлд Гус» завершив свою участь у Нормандській десантній операції і перейшов до Белфаста для переобладнання, яке було завершено у вересні 1944 року.
Протягом лютого і березня 1945 року діяв у Ла-Манші, брав участь у затопленні південно-східніше Сіллі U-1279 з фрегатами «Лабуан» і «Лох Фада» та сам потопив U-683. 6 травня 1945 року корабель призначили для передачі до Британського Тихоокеанського флоту після проведення модернізації та переозброєння. На момент завершення ремонту у вересні 1945 року японці капітулювали, і «Вайлд Гус» не встигнув узяти участь у бойових діях у Тихому океані.